# Stade Léopold-Sédar-Senghor
Le stade Léopold-Sédar-Senghor est un stade multifonction situé à Dakar au Sénégal. Sa capacité est de soixante mille places.

## Histoire
Inauguré par le président Abdou Diouf le 31 octobre 1985, il porte d'abord le nom de stade de l'Amitié. Lors d'une rencontre de ASC Jaraaf, Moussa Ndao inscrit le premier but de l'histoire du stade. C'est là que se déroule la Coupe d'Afrique des nations de football 1992. Le stade est rebaptisé en 2001. Sa nouvelle dénomination rend hommage au poète et homme d'État sénégalais, Léopold Sédar Senghor .
Fermé depuis août 2022 pour des travaux de rénovation en perspective des jeux olympiques de la jeunesse 2026 grâce à la coopération sino-senegalaise, le stade Léopold-Sédar-Senghor est réceptionné ce 11 avril 2025 par le ministre de la Jeunesse, des Sports et de la Culture, madame Khady Diène Gaye. Il s'agit d'une rénovation de la pelouse du piste d'athlétisme, d'une pose de chaises en plastique, d'installation de panneaux d'affichage moderne et l'augmentation de la capacité d'éclairage du stade, etc.

## Caractéristiques
Le financement du stade est le fruit de la coopération sino-sénégalaise, pour un coût de 9 milliards de francs CFA. Dans une architecture aux allures de soucoupe volante, ce stade a une capacité de soixante mille places. Il compte cinq catégories de tribunes avec la loge officielle, l'annexe loge, la tribune couverte, la tribune découverte et les deux virages.
Outre le football, sport le plus populaire, on y pratique aussi l'athlétisme, le volley, le basket-ball, le tennis, le tennis de table, l'escrime, la gymnastique, la lutte sénégalaise, la boxe, le karaté, le judo et le taekwondo.

## Événements
- Coupe d'Afrique des nations de football 1992.
- Meeting international d'athlétisme de Dakar, depuis 2005.
- Coupe d'Afrique des nations junior , édition 2015.

Selon la tradition, le stade accueille chaque année au début du mois de janvier une grande rencontre de lutte sénégalaise. 
Des événements historiques s'y sont également déroulés.
C'est dans cette enceinte également que le président Abdoulaye Wade prête serment le 3 avril 2007, à l'issue de sa réélection.